# Ouistreham
Ouistreham  [wistʁe.am] ist eine französische Gemeinde im Département Calvados in der Region Normandie mit 9261 Einwohnern (Stand 1. Januar 2022).

## Geographie
Ouistreham liegt an der Küste des Ärmelkanals an der Mündung der Orne, rund 14 Kilometer nördlich von Caen. Die Nachbargemeinden sind Colleville-Montgomery im Westen, Saint-Aubin-d’Arquenay und Bénouville im Süden, sowie Merville-Franceville-Plage und Sallenelles im Osten.

## Geschichte
Der Name Ouistreham ist germanischen Ursprungs und wird auf die Besiedlung durch sächsische Siedler im 4. oder 5. Jahrhundert zurückgeführt. Er geht vermutlich auf die Lage im Westen (französisch: Ouest) der Mündung des Flusses Orne zurück, nach einer anderen Theorie auf das Vorkommen von Austern („Austerndorf“). Die Kirche Saint-Samson stammt aus dem 12. Jahrhundert.
Im 19. Jahrhundert entwickelte sich Ouistreham zum Ferien- und Ausflugsort mit Strandvillen, die Gegend um Ouistreham erhielt den Namen Riva Bella. Aristide Briand besaß ein Landhäuschen und Grundstück in der Nähe des Caen-Kanals. Bei den alliierten Landungen in der Normandie im Zweiten Weltkrieg lag der Ort im Strandabschnitt Sword Beach. Die im Ortsgebiet gelegene Pegasusbrücke wurde im Rahmen der Operation Tonga am 5. und 6. Juni durch alliierte Fallschirmjäger eingenommen, um deutsche Nachschubwege zu blockieren.

### Bevölkerungsentwicklung
| Jahr                       | 1962 | 1968 | 1975 | 1982 | 1990 | 1999 | 2006 | 2019 |
| Einwohner                  | 4780 | 5223 | 6140 | 6310 | 6709 | 8679 | 9209 | 9344 |
| Quellen: Cassini und INSEE |      |      |      |      |      |      |      |      |

## Wirtschaft

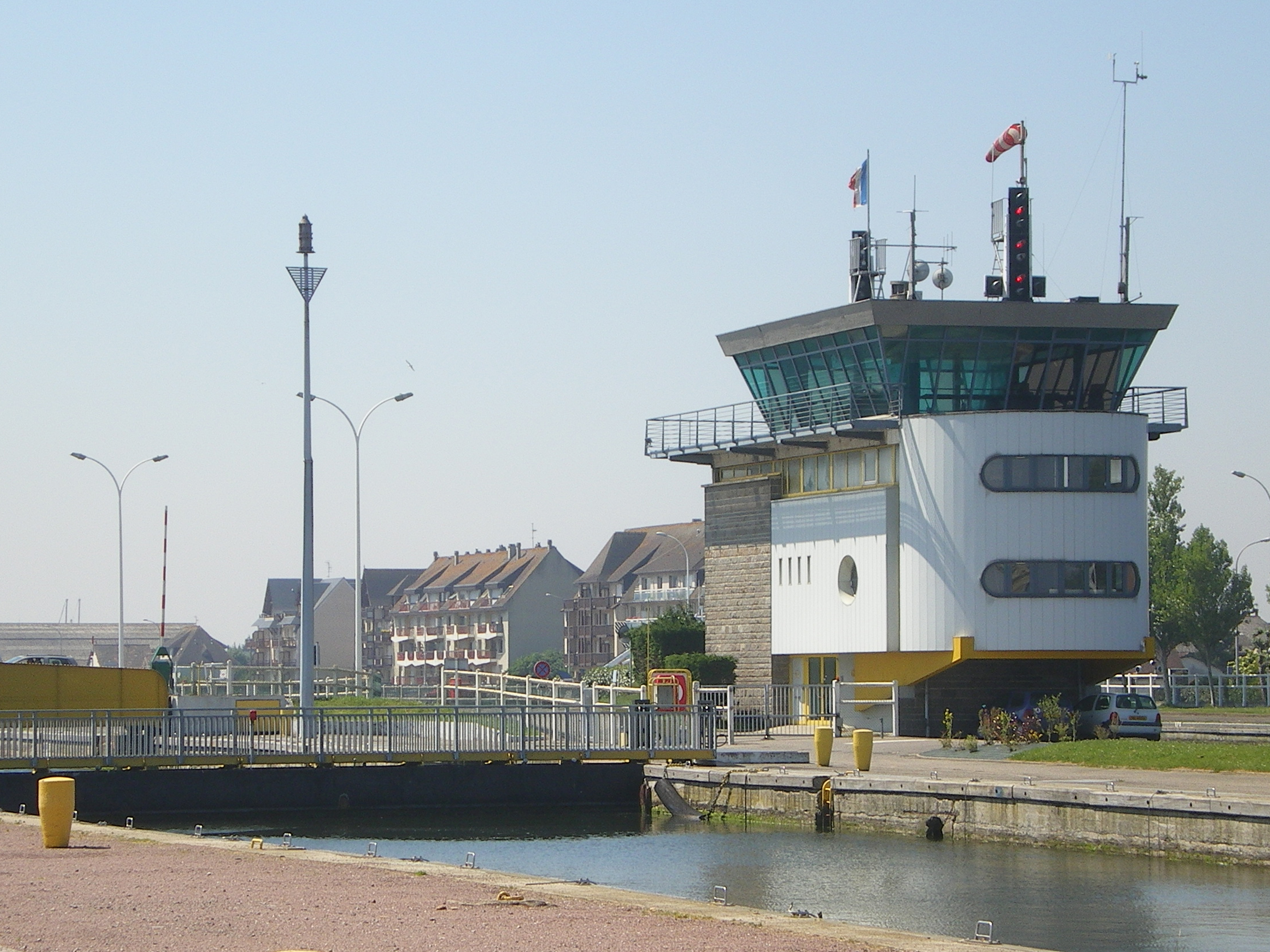
„Capitainerie“ des Hafens von Ouistreham

Ouistreham ist der Handelshafen von Caen, mit dem es über den Canal de Caen à la Mer verbunden ist. Seit 1986 gibt es eine Fährverbindung nach Portsmouth, die von Brittany Ferries betrieben wird. Außerdem gibt es einen Yachthafen und einen kleinen Fischerhafen.

## Sehenswürdigkeiten

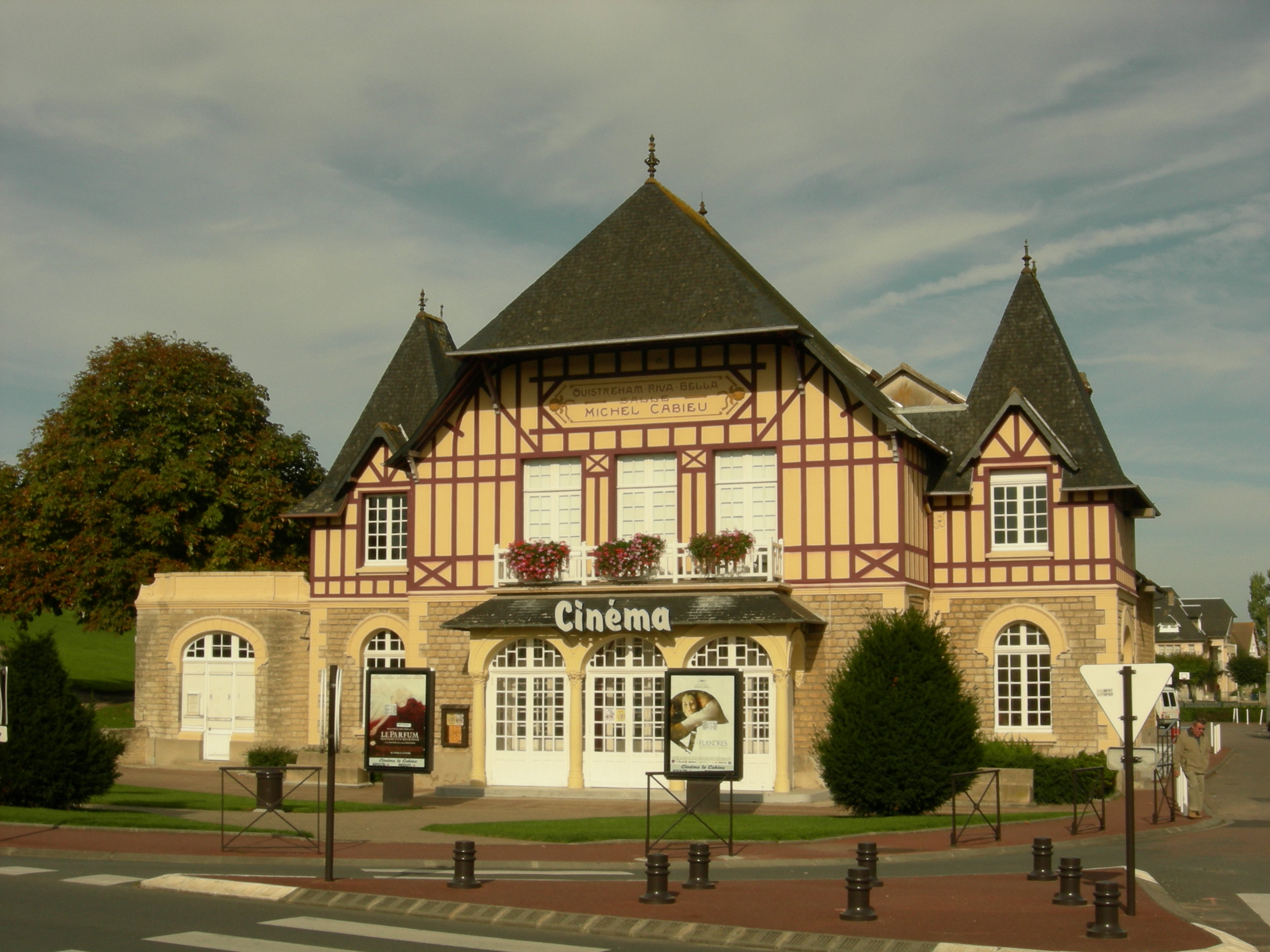
Cinéma Michel Cabieu

- Kirche Saint-Samson
- Grange aux Dîmes
- Musée du mur de l’Atlantique
- Musée N°4 Commando
- Cinéma Michel Cabieu
- Leuchtturm von Ouistreham
- Gemäldegalerie
- Bunker aus dem Zweiten Weltkrieg

## Städtepartnerschaften
- Braine-l’Alleud, Belgien
- Lohr am Main, Deutschland
- Angmering (nahe Littlehampton), Großbritannien

## Darstellung in Film und Literatur
- Ouistreham ist Schauplatz des 2022 veröffentlichten Spielfilms Wie im echten Leben mit Juliette Binoche in der Hauptrolle. Er handelt von Putzkräften, die auf der Fähre Ouistreham–Portsmouth unter stressigen Arbeitsbedingungen zum Mindestlohn eingesetzt sind.
- Der Roman Maigret und der geheimnisvolle Kapitän (Originaltitel Le port de brumes) von Georges Simenon von 1932 spielt in Ouistreham.